# 張佐緒里
張 佐緒里（チャン・サオリ、장 사오리,1981年5月19日 - ）は韓国で2008年初旬の大学卒業まで、日本人女性“サオリ”と詐称して活動していた元在日韓国人の韓国人タレント。両親が韓国人の在日韓国人3世で日本での通名は武田佐緒里、本名は張恩珠（チャン・ウンジュ、장은주）である。

2007年デビュー、現在も韓国で活動中の日本人タレントで、精子バンクを利用した未婚の母として知られる藤田小百合(en:Sayuri_Fujita)とは別人。

## 概要
韓国KBS第2テレビのバラエティ番組「美女たちのおしゃべり」に出演すると、独特な朝鮮語のしゃべり方が同番組出演者の中でも異彩を放ち、メインキャラクターとして扱われる。しかし問題発言や国籍詐称、また他の芸能メディアへの出演問題などにより番組制作陣との関係が悪化し同番組を降板した。その後、公式に「韓国籍である」ことを告白、日本に対しては「韓国人という理由で日本人から差別され」「日本帝国主義の残酷な韓国支配などを良くない感情を持っており、日本への帰化は考えたこともない」等の発言を続け韓国での芸能活動を本格化させた。しかし「日本人」→「日韓二重国籍」→「韓国籍」という、度重なる経歴(国籍)詐称は批判を浴びた。

## 活動と引退
多数のコマーシャルや韓国政府・法務部の広報大使にも任命され、韓国の人気番組「私たち結婚しました」で人気お笑い芸人のチョン・ヒョンドンとカップルを組み名カップルとの話題を呼んだり「サオリバンド」を結成していくつかの曲を発表するなどマルチタレントとして精力的に活躍したが、2008年初旬に大学を卒業以降、韓国において目立った活動は全く確認されておらず、自身のミニホームページの更新履歴も全て削除されていて、実質芸能界を引退している。